# VIA Technologies
VIA Technologies — тайванська компанія, виробник електронних схем, чипсетів для материнських плат, мікропроцесорів та мікросхем пам'яті. Входить в групу Formosa Plastics Group. Спрощена VIA розшифровується англійською як Very Innovative Architecture («дуже передова архітектура»). Є досить великим світовим незалежним виробником чипсетів для материнських плат. Не маючи власних фабрик виробництва мікросхем, VIA, однак, виконує розробку електронної продукції та замовляє їхнє виробництво стороннім фабрикам (такими як TSMC). Таким чином, VIA є fabless company.

## Історія
Компанія була створена шляхом переформування каліфорнійської Symphony Company підприємцем Вен-Чі Ченом (陳文琦). До цього він був співробітником Intel, а потім перейшов на роботу до Symphony, і досі є її директором. Чен перевів інженерів компанії в Тайвань, де організував випуск мікросхем. Головний офіс був переведений до Тайбея в Тайвані 1992 року. VIA зіграли значну роль в просуванні шини PCI замість застарілої ISA, беручи участь в групі по стандартах PC Common Architecture standard group в 1996 р.
У 1999 р. VIA з'явилися на ринку процесорів x86 в результаті придбання компаній Cyrix (до того була підрозділом National Semiconductor) та Centaur (раніше належала Integrated Device Technology). Процесори останньої досі випускаються VIA під марками С3 та С7, як і серія EPIA. Процесор MediaGX залишився у власності National Semiconductor.
У 2001 році було створено сумісне підприємство з S3 Graphics. Лютий 2005 року відзначився важливим досягненням — був випущений 100-мільйонний чипсет VIA для AMD.
29 серпня 2008 VIA заявили, що вони випускають офіційні лінукс-драйвери 2D прискорення для своїх чипсетів, а також плани до випуску 3D прискорення.

## Продукція
Бізнес VIA зосереджений на інтегрованих чипсетах для ринку ПК. Серед користувачів ПК, VIA найбільш відома своїми чипсетами для материнських плат CORE-логіки. Крім того, продукти VIA включають аудіоконтролери, контролери мережевих підключень, низькоенергетичні процесори, і навіть чипсети для CD/DVD-записуючих пристроїв. Виробники ПК та периферійних пристроїв, такі як ASUS, купують чипсети для включення у власну продукцію.
Наприкінці 1990-х років, VIA почали диверсифікувати свій основний бізнес, і з того часу компанія зробила ряд покупок для розширення своїх чипсетних рішень, графічний підрозділ, підрозділ звукових контролерів. Основним успіхом у виробництві напівпровідникової продукції вважається підвищення рівня інтеграції та функціональності чипсетів, VIA довели необхідність у даних підрозділах, щоб залишатися конкурентоспроможними в основному ринку логіки.

## Становище на ринку
Коли компанія вже виробляла набори системної логіки для процесорів AMD, успіху VIA значною мірою сприяв випуск альтернативного чипсету для Pentium III. З виходом нового процесору Pentium 4 Intel вирішила зупинитися на використанні пам'яті SDRAM і, зробивши ставку на новий тип пам'яті RDRAM компанії Rambus, зробила стратегічну помилку. Пам'ять RAMBUS, хоча й надавала значні переваги, але не змогла захопити ринок через високу вартість її виробництва, і багато постачальників ПК стали віддавати перевагу нижчій вартості та звичному стандарту пам'яті разом із чипсетом VIA. Спочатку чипсети VIA мали погану сумісність з картами розширення, особливо AGP. Проте, внутрішня програма компанії з покращення якості принесла свої результати: швидкодійні, доволі зрілі та стабільні набори мікросхем стали користуватися великою популярністю, а прибутки значно зросли. Компанії, які до цього спиралися виключно на Intel, випробували пропозицію VIA і залишилися задоволені.
VIA мали свою долю від продажів наборів системної логіки для процесорів AMD і добре заробляли на наборах для процесорів Athlon, які випускалися мільйонними тиражами. Але потім доля VIA стала зменшуватися, коли компанія NVIDIA вийшла на ринок зі своїм новим чипсетом nForce для Athlon.
Щоб протистояти натиску виробів конкурентів, VIA ухвалила рішення викупити справу S3 Graphics. Їхній графічний чип Savage не був достатньо швидким, щоб утримувати позиції на ринку графіки, але в складі чипсету був дуже зручним завдяки низькій вартості виробництва. В руках VIA бренд S3 утримував 10 % ринку графічних карт для ПК, і є четвертим після Intel, ATI та NVIDIA. Крім нової графіки, материнські плати VIA отримали також звукову карту Envy власного виробництва, з підтримкою 24-бітного звуку.
Хоча VIA намагалися завоювати свою частку в Intel на ринку чипсетів для процесорів Pentium IV, але чипсет VIA K8T800 для Athlon 64 був значно популярнішим.
VIA також продовжують розвиток своїх VIA C3 та VIA C7 процесорів, орієнтованих для малих, легких та низькоенергетичних систем. У січні 2008 року VIA випустили процесор VIA Nano, з основою 11 × 11 мм, із підтримкою технології віртуалізації x86-64, які були випущені спеціально для платформи ultra-mobile PC.
Починаючи з 2015 року компанія докладає зусиль до повернення на глобальний ринок x86-процесорів. Так, наприкінці 2017 року вона представила 4-/8-ядерні SoC-процесори 28-нм серії Zhaoxin KX-5000, а на 2018 рік анонсована 16-нм лінійка Zhaoxin KX-6000.

## Правові питання
Купівля Centaur надала VIA три ключових патенти на технології, які використовувала Intel у виробництві процесорів. Переговори між компаніями призвели до угоди в 2003 році, згідно з яким обидві отримали доступ до інтелектуальної власності терміном 10 років, що дозволило VIA продовжувати розробку і виробництво процесорів х86. Крім того, їй надали трирічний дозвіл на використання процесорної шини Інтел.